# Cort Sivertsen Adeler
Pour les articles homonymes, voir Sivertsen.
Cort Sivertsen Adeler ou Cord Sivertseen Adelaar est un officier de marine norvégien, né à Breivik le 16 décembre 1622 et décédé à Copenhague le 5 novembre 1675.

## Biographie
Matelot au service de la Norvège (1637), il servit à partir de 1642 dans la marine de Venise et lutta contre les Turcs. Le 16 mai 1654, il triompha de 5 000 hommes avec son seul navire. Frédéric III de Danemark l'appela en 1661 à la tête de la marine danoise, qu'il modela sur celle de la Hollande. En 1675, Christian V lui confia la guerre contre la Suède, mais il mourut la même année à Copenhague.

## Hommage
Le voilier Adelaar a été baptisé en 1902 en son honneur.